# آنتونیو کارلوس
آنتونیو کارلوس (انگلیسی: Antônio Carlos Júnior؛ زادهٔ ۱۶ مارس ۱۹۹۰) ورزشکار هنرهای رزمی ترکیبی اهل برزیل است.